# Szapszan

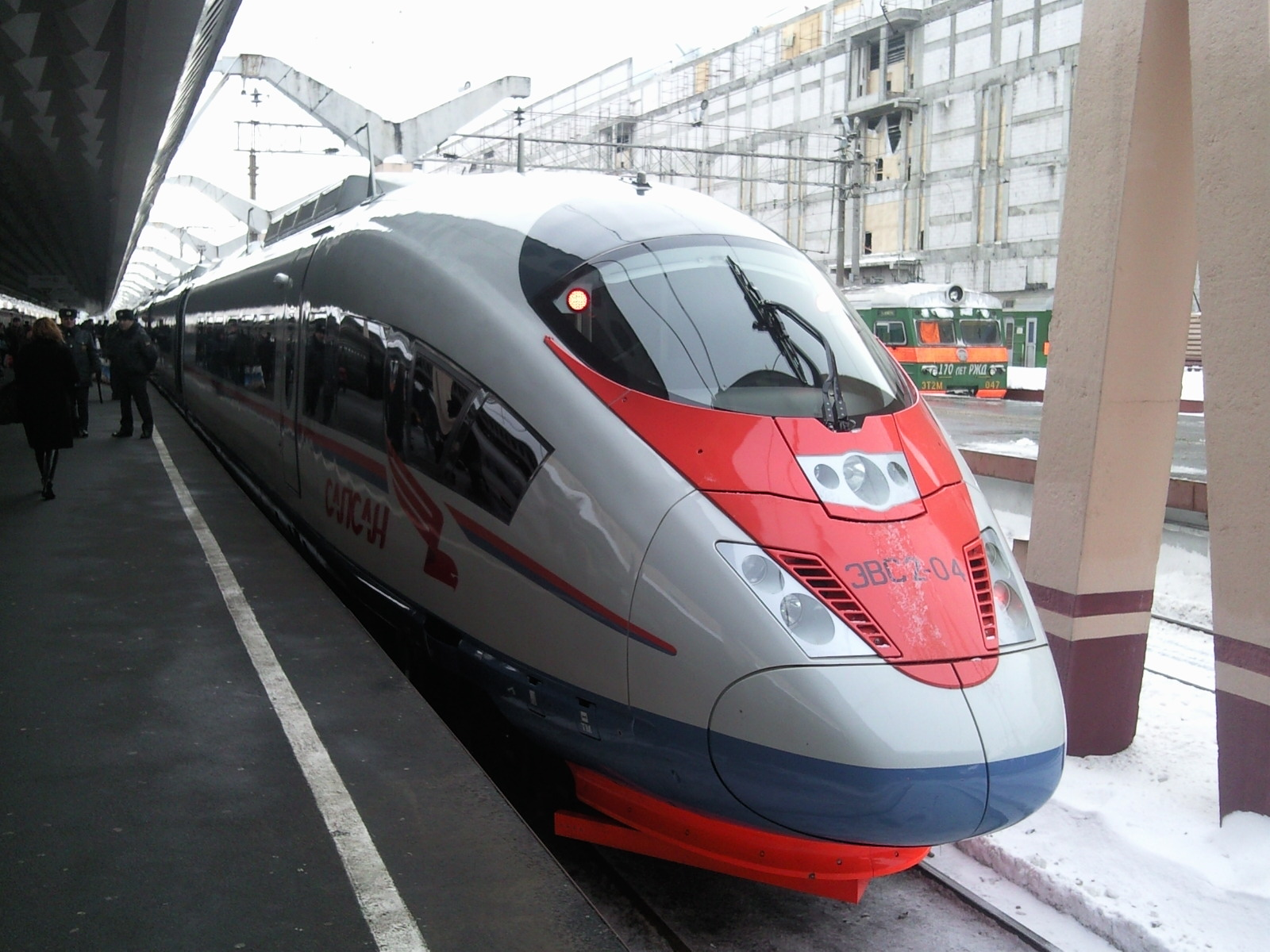
Szapszan motorvonat Szentpéterváron

A Szapszan (oroszul: Сапсан, magyar jelentése: vándorsólyom) a német Siemens cég Siemens Velaro villamos motorvonatának orosz, széles nyomtávú változata, mely 2008-ban hagyta el a Siemens krefeld-uerdingeni járműgyárát. 2009 végétől közlekedik a Moszkva–Szentpétervár-vonalon. A vonat valamennyi elemét – műszaki berendezések, szigetelés, kenőanyagok – az oroszországi szélsőséges éghajlatra tervezték.

## Története
A Siemens a 2008 és 2010 között nyolc Szapszan vonatot szállított az RZSD számára, továbbá rendelkeznek egy szerződéssel a vonatok 30 évig tartó fenntartására. A vonatok közül 4 darab kétáramrendszerű, 25 kV váltakozó áramú, és 3 kV egyenáramú.
A Siemens-közlekedéstechnika bécsi teszt-létesítményében (Rail Tec Arsenal, RTA) specialisták vizsgálták a vonatból a vonófej és egy betétkocsi viselkedését extrém időjárási feltételek mellett, mielőtt az üzembe állt a megrendelőnél. A vizsgálatok a funkcionalitás és a biztonság mellett az utasok szerelvényen belüli kényelmére is irányult. A szél-és klímacsatornában 300 km/h szélsebességet és -40 °C hőmérsékletet is elő lehetett állítani.
Az Oroszországi Vasutak (RZSD), és a Siemens együtt ünnepelték 2009. május 2-án az új orosz vasúti sebességrekordot, amikor a 10 kocsis Szapszan nagysebességű vonat elérte a 281 km/h sebességet a Moszkva–Szentpétervár vonal Okulova–Msztyinszkij Moszt vonalszakaszán. A tesztfutásokat novemberre fejezték be, és a vonatok 2009 decemberben álltak közforgalomba a felújított Moszkva–Szentpétervár vonalon, ahol később 250 km/h sebességgel fognak közlekedni. Ezáltal lehetővé válik, hogy egy órával csökkentsék az eddigi leggyorsabb vonalon az utazási időt, ami így a két város között 3 óra 45 percre rövidül. A Szapszan vonatok a Moszkva–Nyizsnyij Novgorod vonalon is üzembe álltak 2010-től.
Az RZSD 600 millió eurós szerződést kötött a Siemenssel, hogy az a Szapszan nagysebességű vonatok második sorozatát – 8 db 10 kocsis vonatát – leszállítsa.
A megrendelés része a járművek 30 éves fenntartása is. A Velaro Rus vonatokat a németországi Krefeldben gyártják, a szállítást 2014 januárjában kezdik meg. E vonatokkal az RZSD képes lesz a Moszkva–Szentpétervár között üzemelő vonalon a vonatgyakoriságot növelni.

## Jellemzése
A tízrészes vonatok teljes hossza 250 m, és több mint 600 utast képesek szállítani. A vonatok az orosz széles nyomtávra készültek és 33 cm-rel szélesebbek, mint a Németországban üzemelő ICE 3 vonatok. A szállításra vonatkozóan aláírt szerződést egy 2005. áprilisban kötött 40 milliós szerződés előzte meg. Az orosz nagysebességű vonat tervezési munkálatait az erlangeni és krefeld-uerdingeni Siemens-székhelyeken végezték el.
A vonatok gyártása ugyancsak Németországban történt. Tervezik a gyártási tevékenység lokalizálását. Az utolsó vonatokat 2010-ig szállították le. A Velaro RUS a nagysebességű Siemen „Velaro” vonatok bázisán készültek, melyek kifejlesztése a DB ICE 3 vonatával vette kezdetét. A Velaro-bázis előnyét a motorvonat technológia jelenti, melynek következtében például a hajtómű összes berendezései a nagysebességű vonat padlószintje alatt van elhelyezve, ezzel azonos hossz esetén kereken 20%-kal nagyobb ülőhely-kapacitást értek el.
A Szapszan Moszkva és Szentpétervár között több mint 411 000 utast szállított az üzem beindulását követő első négy hónapban, és rekord nagyságú, 85 százalékos helykihasználást ért el december és március között. Annak ellenére, hogy az Orosz Vasutak a naponta közlekedő vonatok számát háromról ötre növelte, áprilisban a foglaltsági szint 84,7 százalékot mutatott, és 123 000 utast szállítottak el az említett hónap során.

## Karbantartása
Az óriási hóesés, a csontig hatoló hideg, tipikus orosz tél, tikkasztó nyár, amely megdönt minden rekordot, a Szapszan sorozat első üzemeltetési évében nem okozott semmiféle fennakadást. 2009 decemberében állt üzembe 8 Siemens Velaro Rus motorvonat tartalék jármű nélkül. A szigorú éjszakai fenntartási és tisztítási napirendnek köszönhetően biztosította, hogy a napi futási igényt a járműállomány maradéktalanul kielégítette. A színvonalas karbantartási munkákat jelentős részben a felújított szentpétervári Metallostroy telepen végeznek el. Négy vonat minden éjszaka vontatási telepen van fenntartás céljából, három Moszkvában, egy Nyizsníj Novgorodban. Amíg a tisztítási munkák felügyeletét a RZSD munkatársai végzik, a fenntartásért a Siemens emberei felelnek. A Siemens 2007-ben 30 évre 300 millió euró értékű szerződést kötött az Orosz Vasutakkal a vonatok fenntartására. Azóta számos fenntartáshoz, állapot felméréshez szükséges berendezést telepített a Siemens a vontatási telepekre. A Siemens 100 alkalmazottat foglalkoztat, részben német részben helyi munkavállalókat, három turnusban, melyhez a technikai támogatást a németországi fenntartási központból, Erlangenből kapják. A Siemens filozófiája, hogy a kritikus elemeket előre ütemezett fenntartási program szerint kell javítani, és a potenciális hibákat, azok bekövetkezte előtt kell orvosolni üzemi hibák előfordulásának minimalizálása érdekében.
A program lényege a számítógép vezérelt fenntartási rendszer a CMMS, melyet a Szapszan flotta fenntartási igényeihez illesztettek. A rendszer a különböző diagnosztikai rendszerektől kapja az információt, mint pl. szenzorok, ellenőrző egységek és kamerák melyek a vonatra, a vágányokra, a felsővezetékekre helyeznek el. Ezek folyamatosa rögzítik és figyelik a vonat üzemét, a műszaki állapotát azért, hogy meg tudják határozni, ha olyan hiba vagy rendellenesség keletkezhet a vonat üzemében, amely később problémát okozhat. A távoli adat hozzáférési rendszer utólag közvetíti ezeket az információkat az interneten keresztül a központi ellenőrző centrumba, ahol az adatokat kiértékelik és meghatározzák ennek alapján a vontatási telepeken elvégzendő munkákat. A szükséges tartalék anyagok, alkatrészek beszerzése is ezen alapul. A CMMS elkészíti a fenntartási munka ütemezését, a munkarendelést, valamint az alkatrészek rendelkezésre állását, valamint a leltár ellenőrzést a vontatási telepen. Speciális fenntartási feladat esetén, a vontatási telepen több helyen elhelyezett monitoron informálják a mérnököket, milyen feladatot kell még elvégezni a karbantartás befejezéséhez. Ezeket az adatokat ma már a mérnökök saját okostelefonjaikon keresztül is elérhetik. A diagnosztikai rendszer kiegészítéseként számos teszt és fenntartó gépet berendezést telepítettek a vontatási telepekre. Ez a fenntartási rendszer nem csak nagyobb megbízhatóságot, rendelkezésre állást, hanem olcsóbb megoldást is biztosít. Amikor a vonatok elérik az 1,25 millió kilométeres futásteljesítményt, akkor több idő szükséges fenntartásukra, felújításukra, több időt kell a vontatási telepen eltölteniük is és ahhoz, hogy a szükséges üzemképes flotta rendelkezésre álljon további vonatok beszerzése szükséges.

## Szapszan útvonal

RZSD Szapszan útvonal (interaktív térkép)

## Lásd még
- ER200
- Szokol (vonat)